# Maryam Akhondy
Maryam Akhondy (persisch مریم آخوندی anhörenⓘ; * 1957 in Teheran, Iran) ist eine in Köln lebende iranische Sängerin, Musikerin, Komponistin und Theaterwissenschaftlerin. Akhondy steht seit 1973 auf der Bühne, wurde 1986 – zusammen mit Hamid Motebassem und Majid Derakshani – zur Mitbegründerin der iranischen Musikszene im deutschen Exil und erhielt 2023 den WDR-Jazzpreis in der Kategorie Musikkulturen.

## Leben
Als Schülerin gewann Akhondy ihre ersten Gesangswettbewerbe. Neben dem Studium der Theaterwissenschaft an der Akademie der schönen Künste in Teheran nahm sie Gesangsunterricht bei Ostad Nasrollah Nassepour, einem der bedeutendsten Lehrer des klassischen persischen Gesangs, erlernte bei ihm Radif, die Ordnung und Systematik persischer Musik, und Tahrir, die charakteristische Gesangstechnik in der traditionellen iranischen Kunstmusik.
Nach der Islamischen Revolution im Jahr 1979 wurden öffentliche Auftritte von Sängerinnen im Iran verboten. Maryam Akhondy wanderte deshalb 1986 nach Deutschland aus. In Köln wagte sie einen künstlerischen Neuanfang und gab erste Konzerte mit den exiliranischen Musikgruppen Nawa und Chakawak in Skandinavien und anderen Ländern Europas.
Als Sängerin und Leiterin des Musikensembles Maryam Akhondy & Barbad, einem klassisch instrumentierten Orchester für iranische Kunstmusik, steht Maryam Akhondy seit Mitte der 1990er Jahre auf der Bühne vieler deutscher und internationaler Konzertsäle und Musikfestivals. 2006 vertonte sie mit dieser Gruppe Gedichte der persischen Poeten Hafez, Chayyam und Attar und veröffentlichte diese auf der CD Sarmast – Iranian Art Music for Texts of Persian Poets.
Maryam Akhondy ist auch Gründerin und Leiterin der Frauen-Vokalgruppe Banu (persisch für „vornehme Dame“), mit der sie nach fast vergessenen iranischen Frauengesängen forscht, um diese dann zu bearbeiten und auf die Bühne zu bringen. Einige der gesammelten Arbeiterinnen-, Hochzeits- und Trauerlieder finden sich auf Maryam Akhondys im Jahr 2000 erschienener CD Maryam Akhondy & Banu – Songs of Persian Women.
Maryam Akhondys musikalische Arbeit umfasst zudem die Beschäftigung mit zeitlich weit zurückliegenden Epochen persischer Musik, darunter ein Konzert-Projekt mit zoroastrischen Klängen und Gesängen aus vorislamischer Zeit, das 2012 beim Festival Musica Sacra International im Stadtschloss zu Füssen (Deutschland) unter dem Titel „Music In Praise of Ahura Mazda“ uraufgeführt wurde. Für das gleiche Festival erarbeitete Maryam Akhondy 2016 ein Bühnenprogramm über die „Zar“-Musik südiranischer Stämme, die von arabisch-afrikanischer Trancemusik beeinflusst ist. Ort der Uraufführung war diesmal die Basilika St. Michael in Altenstadt (Deutschland).
Über die persische Musik hinaus arbeitet Maryam Akhondy auch immer wieder mit Vertretern westlicher Musik zusammen, von 1994 bis 1999 zum Beispiel mit dem deutschen Weltmusik-Orchester Schäl Sick Brass Band, 2008 mit dem Kölner Arrangeur und Bandleader Mike Herting bei der RuhrTriennale in Duisburg und 2009 mit dem amerikanischen Jazz-Vokalisten Bobby McFerrin bei der europäischen Uraufführung von dessen Opernprojekt „Bobble“ in Basel/CH.
2013 gründete Maryam Akhondy ihre dritte Musikgruppe, „Maryam Akhondy’s Paaz“. Das international besetzte Quintett spielt von Itai Sobol arrangierte persische Chansons aus der Frühzeit des iranischen Rundfunks bis zur Islamischen Revolution und von Jazz und Klassik beeinflusste Kompositionen der beteiligten Musiker. 2015 nahm der Westdeutsche Rundfunk ein Konzert der Band auf, das unter dem Titel „Maryam Akhondy’s Paaz – live at WDR“ 2016 auf CD bei Laika Records veröffentlicht wurde.
Ebenfalls 2016 formierte sich das Duo „Maryam Akhondy & Mike Herting“, dessen erstes Konzert am 23. Juni 2016 im Kölner Stadtgarten stattfand. Die Musik ist eine Mischung aus europäischen, afrikanischen, persischen und indischen Klängen und reicht vom Jazz bis zu neu interpretierten deutschen Volksliedern.
„Unwaghta (Damals) – Iranische Gassenhauer und Küchenlieder“ heißt Maryam Akhondys bislang letzte, im Jahr 2021 erschienene CD. Dafür hat sie bekannte Musik- und Gesangsstücke aus der Vergangenheit zusammengetragen und neu aufgenommen. Die meisten der Lieder sang man im privaten Rahmen, z. B. bei der Küchenarbeit, andere tatsächlich auf den Straßen und in den Gassen iranischer Dörfer und Städte. Der Liedtitel „Maschine Mashti Mamdali“ ist noch heute namensgebend für ungepflegt wirkende und meist auch verkehrsuntüchtige Autos im Iran.
Maryam Akhondy engagiert sich als Musikpädagogin im Feld der traditionellen iranischen Musik und bei interkulturellen Musikprojekten und gibt seit 20 Jahren Workshops, u. a. beim Frauenmusikfestival Women of the World im dänischen Aarhus, dem Stimmenfestival in Lörrach, der Bayerischen Musikakademie in Marktoberdorf und dem Landesmusikrat NRW.
2023 wurde ihr der WDR-Jazzpreis in der Kategorie Musikkulturen verliehen. In der Begründung der Jury heißt es: „Ausgezeichnet wird die aus dem Iran stammende Sängerin und Brückenbauerin Maryam Akhondy. Mit ihrer kraftvollen Gesangsstimme und ihrem Engagement für die Frauen im Iran ist sie eine wichtige Stimme in der Musikszene Nordrhein-Westfalens.“